# Flugunfall einer Douglas DC-6 der TACA in Louisiana 1988
Der Flugunfall einer Douglas DC-6 der TACA in Louisiana 1988 ereignete sich am 20. Juli 1988. An diesem Tag verunfallte eine auf einem internationalen Frachtflug von San Salvador nach New Orleans befindliche Frachtmaschine des Typs Douglas DC-6/C-118A der TACA International Airlines, nachdem aufgrund von Treibstoffmangel eine Notlandung erforderlich wurde. Anders als auf dem Taca-International-Airways-Flug 110 zwei Monate zuvor gelang auf diesem Flug die geplante Notlandung auf einem Deich bei Golden Meadow, Louisiana nicht, sodass die Maschine zerstört wurde und alle drei Besatzungsmitglieder starben.

## Maschine
Die Maschine war eine Douglas DC-6/C-118A, die im Jahr 1955 mit der Werknummer 44615 und der Modellseriennummer 541 in militärischer Konfiguration als Typ C-118A im Werk der Douglas Aircraft Company in Long Beach, Kalifornien endmontiert wurde. Sie wurde im Jahr 1955 mit dem militärischen Luftfahrzeugkennzeichen 53-3244 an die United States Air Force ausgeliefert. Nach ihrer Aussonderung hatte sie mehrere zivile Eigentümer und trug in dieser Zeit verschiedene Luftfahrzeugkennzeichen wie N3434F, N70069, N22VX. Zuletzt wurde sie mit dem Kennzeichen N33VX zugelassen und an TACA International Airlines verleast. Das viermotorige Langstreckenflugzeug war mit vier Sternmotoren des Typs Pratt & Whitney R-2800-CB3 ausgestattet. Biz zum Zeitpunkt des Unfalls hatte die Maschine eine Gesamtbetriebsleistung von 27.978 Betriebsstunden absolviert.

## Passagiere und Besatzung
Den Flug hatte eine dreiköpfige Besatzung angetreten, bestehend aus einem Flugkapitän, einem Ersten Offizier und einem Flugingenieur. Der 36-jährige Flugkapitän, der die Maschine zum Unfallzeitpunkt steuerte, verfügte über 6.000 Stunden Flugerfahrung, wovon 3.500 Stunden auf die Douglas DC-6 entfielen.

## Unfallhergang
Die Maschine wurde beim Start in San Salvador mit Treibstoff für sieben Stunden Flugzeit betankt. Der Start und der Flug verliefen routinemäßig, bis vier Stunden und 20 Minuten nach dem Start plötzlich die Triebwerke 3 (rechts innen) und 4 (rechts außen) wegen Treibstoffmangels ausfielen. Den Piloten gelang es noch, das US-amerikanische Festland zu erreichen und sie führten eine Notlandung bei Golden Meadows in Louisiana durch. Während der Notlandung streifte das Fahrwerk einen Deich, die Tragfläche schlug auf dem Boden auf und die Maschine schlitterte in einen Entwässerungsgraben. Bei dem Unfall wurden alle drei Besatzungsmitglieder getötet. Ihre Körper wurden am 22. Juli 1988 aus dem Wasser geborgen.

## Ursache
Das National Transportation Safety Board übernahm nach dem Unfall die Ermittlungen zur Unfallursache. Die Ermittler stellten fest, dass kein Treibstoff in den Tanks war und konnten auch an der Unfallstelle keinen Treibstoffaustritt feststellen. Zunächst konnte keine Ursache für den Treibstoffverlust festgestellt werden, doch etwa einen Monat nach dem Unfall äußerte ein Angestellter des Flugzeugbetreibers, in der Triebwerksgondel von Triebwerk Nr. 4 (rechts außen) ein offenes Ablassventil entdeckt zu haben. Eine metallurgische Untersuchung ergab, dass das Ventil längere Zeit geöffnet gewesen war. Während des Starts, des Rollens und des Starts bemerkte keiner den Angestellten des Flughafens San Salvador einen Treibstoffverlust. Im Flug hatte die Besatzung keinen Zugriff auf das Ventil. Die Ermittler fanden Anhaltspunkte dafür, dass die Triebwerke Nr. 1 (links außen), 2 (links innen) und drei (rechts innen) während des Aufpralls außer Betrieb waren. Alle Verbindungsventile zwischen den Tanks waren geöffnet. Es wurde zwar Ethanol in den Körpern des Kapitäns und des Ersten Offiziers gefunden, doch die Ermittler führten diesen Befund auf postmortale Zersetzungsprozesse zurück.